# Pär Bengtsson
Pär Bengtsson (Halmstad, 21 luglio 1922 – 23 ottobre 2007) è stato un calciatore svedese, di ruolo attaccante.

## Carriera

### Club
Iniziò la sua carriera nell'Halmstad nel 1942, giocando in questao squadra fino al 1946, finché il club non retrocesse in Ligue 2. Successivamente passò all'Elfsborg dove giocò fino al 1949.
Nell'estate del 1949 si unì al Grande Torino, al fine di partecipare alla ricostruzione di un club devastato dalla Tragedia di Superga avvenuta nel maggio dell'anno precedente. L'esordio con questa maglia avviene il 2 ottobre 1949 nel match casalingo vinto per 3-1 contro la Lucchese. La prima rete la segnò il 23 ottobre nell'incontro casalingo vinto per 3-2 contro il Milan. Il Torino, termina il campionato al sesto posto. Bengtsson non prosegue la sua avventura in Italia, e decide di tentare la fortuna attraverso le Alpi, andando al Nizza.
Con i colori del Nizza lo svedese ha vinto due volte il campionato francese (primi due titoli della storia del club), segnando 15 gol nella sua prima stagione e 12 nella seconda. Successivamente è passato al Tolosa in seconda divisione dove vince subito il campionato lasciando poi la società.
Nel 1953 passa al Rennes, club appena retrocesso in seconda divisione. Autore di 23 gol nella sua prima stagione, ha fatto coppia d'attacco con José Caeiro, autore di 31 reti nella stagione 1953-1954.
Nella stagione successiva il Rennes sale in prima divisione, e Bengtsson segna 8 gol. Con il ritorno nel club di Jean Grumellon l'attaccante venne messo in secondo piano. Fu in questo momento che chiuse la sua carriera, all'età di 33 anni.

### Nazionale
Con la maglia della sua Nazionale ha disputato i Giochi della XIV Olimpiade a Londra vincendo l'oro olimpico senza, però, disputare nemmeno una partita.

## Palmarès

### Club
- Campionato francese: 2

Nizza: 1950-1951, 1951-1952
- Coppa di Francia: 1

Nizza: 1951-1952

### Nazionale
- Oro olimpico: 1

Londra 1948